# Distribució de Behrens-Fisher
En estadístiques, la distribució de Behrens-Fisher, anomenada després de Ronald Fisher i Walter Behrens, és una família parametritzada de distribucions de probabilitat que sorgeixen de la solució del problema de Behrens-Fisher proposat primer per Behrens i diversos anys més tard per Fisher. El problema de Behrens-Fisher és el de la inferència estadística sobre la diferència entre les mitjanes de dues poblacions distribuïdes normalment quan no es coneix la relació de les seves variàncies (i, en particular, no se sap que les seves variàncies són iguals).

## Definició
La distribució de Behrens-Fisher és la distribució d'una variable aleatòria de la forma
{\displaystyle T_{2}\cos \theta -T_{1}\sin \theta \,}
on T 1 i T ₂ són variables aleatòries independents cadascuna amb una distribució t de Student, amb els respectius graus de llibertat ν 1 = n1−1 i ν ₂ = n₂−1, i θ és una constant. Així, la família de distribucions de Behrens–Fisher està parametritzada per ν1 , ν₂ , i θ.

## Derivació[4]
Suposem que se sap que les dues variacions poblacionals són iguals i que es prenen mostres de mides n 1 i n ₂ de les dues poblacions:
{\displaystyle {\begin{aligned}X_{1,1},\ldots ,X_{1,n_{1}}&\sim \operatorname {i.i.d.} N(\mu _{1},\sigma ^{2}),\\[6pt]X_{2,1},\ldots ,X_{2,n_{2}}&\sim \operatorname {i.i.d.} N(\mu _{2},\sigma ^{2}).\end{aligned}}}
on "iid" són variables aleatòries independents i distribuïdes de manera idèntica i N denota la distribució normal. Els dos mitjans de mostra són
{\displaystyle {\begin{aligned}{\bar {X}}_{1}&=(X_{1,1}+\cdots +X_{1,n_{1}})/n_{1}\\[6pt]{\bar {X}}_{2}&=(X_{2,1}+\cdots +X_{2,n_{2}})/n_{2}\end{aligned}}}
L'estimació no esbiaixada "agrupada" habitual de la variància comuna σ2 és llavors
{\displaystyle S_{\mathrm {pooled} }^{2}={\frac {\sum _{k=1}^{n_{1}}(X_{1,k}-{\bar {X}}_{1})^{2}+\sum _{k=1}^{n_{2}}(X_{2,k}-{\bar {X}}_{2})^{2}}{n_{1}+n_{2}-2}}={\frac {(n_{1}-1)S_{1}^{2}+(n_{2}-1)S_{2}^{2}}{n_{1}+n_{2}-2}}}
on S12 i S₂2 són les estimacions habituals no esbiaixades (corregides per Bessel) de les dues variàncies poblacionals.